# Angel (Angel)
| Recensione | Giudizio |
| ---------- | -------- |
| AllMusic   | [ 1 ]    |

Angel è il primo album degli Angel, pubblicato nell'ottobre del 1975 per l'etichetta discografica Casablanca Records.

## Tracce
Lato A
1. Tower – 6:52 (Gregg Giuffria, Punky Meadows, Frank DiMino)
2. Long Time – 7:00 (Gregg Giuffria, Punky Meadows, Frank DiMino)
3. Rock & Rollers – 3:57 (Gregg Giuffria, Punky Meadows, Frank DiMino)

Lato B
1. Broken Dreams – 5:13 (Punky Meadows, Frank DiMino)
2. Mariner – 4:19 (Gregg Giuffria, Frank DiMino, Derek Lawrence, Big Jim Sullivan)
3. Sunday Morning – 4:15 (Gregg Giuffria, Frank DiMino)
4. On & On – 4:22 (Gregg Giuffria, Frank DiMino, Punky Meadows, Mickey Jones)
5. Angel (Theme) – 1:38 (Gregg Giuffria, Barry Brandt)

## Formazione
- Frank DiMino - voce
- Punky Meadows - chitarre
- Gregg Giuffria - organo, piano, clavinet, clavicembalo, mellotron, archi (string ensemble), sintetizzatori
- Mickey Jones - basso elettrico
- Barry Brandt - batteria, percussioni

Note aggiuntive
- Derek Lawrence e Big Jim Sullivan - produttori
- Registrazioni effettuate al Wally Heider's di Hollywood, California (Stati Uniti)
- Peter Granet - ingegnere delle registrazioni
- Barry Levine - fotografia
- Jeremy Railton - art direction
- Gribitt! - grafica
- David Gertz - operatore nastri
- Allen Zentz - mastering
- Dan Wyman e Jim Cyphers - programmazione moog (da Sound Arts)[3]

## Classifica
| Anno | Classifica    | Posizione raggiunta |
| ---- | ------------- | ------------------- |
| 1976 | Billboard 200 | 156                 |